# Итиютаба
Итиютаба (порт. Ituiutaba) — муниципалитет в Бразилии, входит в штат Минас-Жерайс. Составная часть мезорегиона Триангулу-Минейру-и-Алту-Паранаиба. Входит в экономико-статистический микрорегион Итуютаба. Население составляет 92 932 человека на 2007 год. Занимает площадь 2587,339 км². Плотность населения — 38,7 чел./км².

## История
Город основан 16 сентября 1901 года.
В последней четверти XX века были обустроены и в настоящее время успешно функционируют кампусы Университета штата Минас-Жерайс — третьего по величине ВУЗа штата.

## Статистика
- Валовой внутренний продукт на 2003 год составляет 895 921 628,00 реалов (данные: Бразильский институт географии и статистики).
- Валовой внутренний продукт на душу населения на 2003 год составляет 9856,45 реалов (данные: Бразильский институт географии и статистики).
- Индекс развития человеческого потенциала на 2000 год составляет 0,818 (данные: Программа развития ООН).

## География
Климат местности: тропический. В соответствии с классификацией Кёппена, климат относится к категории Awh.

## Спорт
- Итиютаба (футбольный клуб)